# Береговой кустарниковый крапивник
Береговой кустарниковый крапивник (лат. Cantorchilus superciliaris) — вид птиц из семейства крапивниковых (Troglodytidae). Выделяют два подвида. Распространены в Эквадоре и Перу.

## Таксономия
Береговой кустарниковый крапивник ранее включался в род Thryothorus, но этот род был определен как парафилетический и многие виды, в том числе и Cantorchilus superciliaris, были переведены в род Cantorchilus.

## Описание
Береговой кустарниковый крапивник достигает длины 14,5 см. Длина крыла 63—67 мм, длина хвоста 42—49 мм. У взрослых особей номинативного подвида верхняя часть головы тёмно-серовато-коричневая, плечи и спина рыжевато-коричневые, надхвостье более рыжее. Хвост красновато-коричневый с чёрными полосами. Внутренние опахала первостепенных маховых перьев коричневато-чёрные, внешние — коричневые с чёрными точками. Через глаза идут тёмно-коричневые полосы, кроющие ушей охристо-белые. Уздечка серая. Выраженная белая бровь доходит до кроющих ушей. Подбородок и горло бледно-охристо-белые, нижняя часть груди более тёмная, бока охристо-серые. Испод крыльев сероватый. Радужная оболочка коричневая. Надклювье чёрное, подклювье серое с тёмным кончиком, ноги серые. У представителей подвида C. s. baroni нижняя часть спины и надхвостье светло-охристые.

## Места обитания и биология
Береговой кустарниковый крапивник обитает в сухих тропических лесах, редколесьях и кустарниковых зарослях, иногда во влажных тропических лесах. Встречается на высоте до 1850 м над уровнем моря. Питается беспозвоночными.
Фенология размножения не описана. Несколько гнёзд с кладкой обнаружены в январе и феврале. Колбообразное гнездо с боковым трубкообразным входом размещается на дереве или кусте, на высоте от 1,6 до 3,2 м от земли. Родительские птицы сооружают несколько гнёзд, но яйца откладываются только в одно гнездо. В кладке 2—3 яйца белого цвета с лёгким зеленоватым оттенком. Инкубационный период не описан. Птенцы оперяются через 10—13 дней. Часто наблюдается гнездовой паразитизм со стороны блестящего коровьего трупиала (Molothrus bonariensis).

## Подвиды и распространение
Выделяют два подвида:
- Cantorchilus superciliaris superciliaris (Lawrence, 1869) — запад Эквадора (от Манаби до провинции Гуаяс)
- Cantorchilus superciliaris baroni (Hellmayr, 1902) — юг Эквадора и запад Перу (провинции Эль-Оро, Лоха) до запада Перу (до региона Анкаш).